# Shu Chien
Shu Chien (Chinês tradicional: 錢煦; Pequim, 1931) é um fisiologista e engenheiro sino/estadunidense.
Seu trabalho pioneiro em dinâmica dos fluidos do sangue foi de grande impacto na diagnose e tratamento de doenças cardiovasculares como a arteriosclerose. Mais recentemente suas pesquisas se concentraram sobre as forças mecânicas, como pressão e fluxo, que regulam o comportamento das células nos vasos sanguíneos. Chien é atualmente presidente da Biomedical Engineering Society e é uma das onze pessoas membro dos três institutos nacionais dos Estados Unidos: Academia Nacional de Ciências dos Estados Unidos, Academia Nacional de Engenharia dos Estados Unidos e Institute of Medicine.